# Le Phare de Lierna
 (juin 2022).
Si vous disposez d'ouvrages ou d'articles de référence ou si vous connaissez des sites web de qualité traitant du thème abordé ici, merci de compléter l'article en donnant les références utiles à sa vérifiabilité et en les liant à la section « Notes et références ».
 (juin 2022).
- Si vous ne connaissez pas le sujet, laissez ce bandeau (vous pouvez alors contacter les auteurs).
- Si vous supprimez le contenu mis en cause (vous pouvez préalablement contacter les auteurs),

argumentez précisément cette suppression dans la page de discussion
(un manque de référence n'est pas un argument ; une recherche réelle de référence doit avoir été effectuée, être formellement documentée).
Le Phare de Lierna (en italien Il faro di Lierna), appelé Madonna col Bambino dans les ventes aux enchères, est une sculpture diffusée sous la forme d'un  multiple artistique, conçue par l'artiste Italien Giannino Castiglioni,.

## Description
La sculpture, réalisée avec la technique du bas-relief, rendue particulière dans les effets du bronze, représente une femme debout sur un rocher élevant à bout de bras  un enfant vers le ciel.  La signature de Castiglioni est visible juste sous le rocher.